# Stone Town
Stone Town ("città di pietra" in inglese), anche nota come Mji Mkongwe ("città vecchia" in swahili), è la parte vecchia della capitale di Zanzibar, Tanzania; si trova sulla costa occidentale di Unguja, l'isola principale dell'arcipelago di Zanzibar. Un tempo capitale del sultanato di Zanzibar, poi centro amministrativo coloniale durante l'occupazione britannica, e oggi sede delle istituzioni di governo dello stato semi-autonomo di Zanzibar, Stone Town è una delle città di maggiore importanza storica dell'Africa orientale. La sua architettura, in gran parte del XIX secolo, riflette la molteplicità di influenze che definiscono la cultura swahili in generale: vi si ritrovano infatti elementi moreschi, arabi, persiani, indiani ed europei. Per la sua importanza storica e la sua architettura, la città è stata dichiarata patrimonio dell'umanità dall'UNESCO.

## Storia

Bandiera del sultanato di Zanzibar

L'origine della multietnicità e multiculturalità caratteristica di Stone Town si può far risalire al periodo shirazi, verso l'inizio del secondo millennio, quando arabi e persiani iniziarono a colonizzare l'Africa orientale, mischiandosi con le popolazioni locali bantu e fondando città-stato costiere come Kilwa. Sebbene Stone Town sia sorta solo in epoca molto più tarda, la sua architettura e la sua cultura sono il riflesso della fusione di influenze arabe, persiane, asiatiche e bantu che caratterizza in generale la cultura swahili.

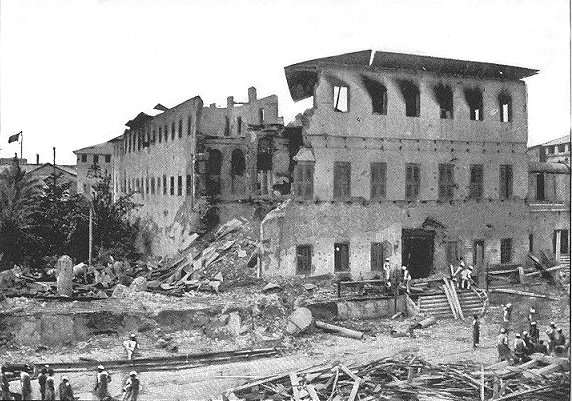
Gli effetti del bombardamento navale del 1896

La nascita di Stone Town risale agli anni 1830, quando vennero costruite le prime case di pietra; all'epoca, l'arcipelago di Zanzibar apparteneva al Sultanato dell'Oman. A partire da questo periodo la città iniziò a svilupparsi, soppiantando gradualmente un precedente villaggio di pescatori. Nel 1840, il sultano dell'Oman Said bin Sultan trasferì a Stone Town la propria capitale, che quindi ebbe il principale impulso allo sviluppo dalla presenza dei palazzi reali e delle strutture governative del sultanato. Nel 1861, in seguito a una lotta di successione all'interno della famiglia reale, Zanzibar si separò dall'Oman, diventando un sultanato indipendente. Negli ultimi decenni del XIX secolo il sultano di Zanzibar iniziò a perdere i propri possedimenti a vantaggio delle potenze coloniali europee (in particolare Germania e Regno Unito) e nel 1890, in seguito alla stipula del trattato di Helgoland-Zanzibar, quest'ultima divenne un protettorato britannico. Nel 1896, un tentativo di rivolta all'autorità britannica da parte degli omaniti fu spento nel sangue nel corso di quella che viene ricordata come la guerra più breve della storia conclusasi con la resa di Zanzibar dopo appena 45 minuti di bombardamento navale contro Stone Town.
In epoca coloniale la città fu a lungo un importante centro commerciale nell'Africa orientale, sebbene le autorità coloniali britanniche privilegiassero da questo punto di vista i centri sulla costa continentale come Mombasa e Dar es Salaam. Il principale genere di esportazione da Zanzibar erano le spezie, in particolare chiodi di garofano. Zanzibar era un punto cruciale della via delle spezie che univa l'Europa e l'Africa all'Asia. Sino all'occupazione britannica, Stone Town svolgeva anche un ruolo fondamentale nel commercio di schiavi tratti dal continente e inviati in Medio Oriente. Ancora oggi si possono visitare nella zona alcune delle prigioni in cui gli schiavi venivano reclusi, sia a Stone Town che nella vicina Prison Island.
Anche in epoca coloniale, Zanzibar mantenne la sua natura multietnica. Oltre ai coloni britannici, alle popolazioni native, e agli omaniti (che mantennero sotto l'amministrazione britannica un ruolo di gruppo privilegiato dal punto di vista economico e politico), vi si trovavano portoghesi e immigrati di diverse provenienze asiatiche, soprattutto persiani e indiani.
Nel 1964, Stone Town fu il principale teatro degli eventi della rivoluzione che portò alla destituzione del sultano e all'instaurazione del governo socialista dell'Afro-Shirazi Party (ASP), e che causò la fuga di numerosi profughi appartenenti ai gruppi etnici tradizionalmente più ricchi e vicini al sultano (soprattutto arabi e indiani). Quando Zanzibar e Tanganica si unirono nell'odierna Tanzania, Stone Town mantenne il ruolo di capitale e sede del governo per lo stato di Zanzibar.

## Urbanistica e architettura

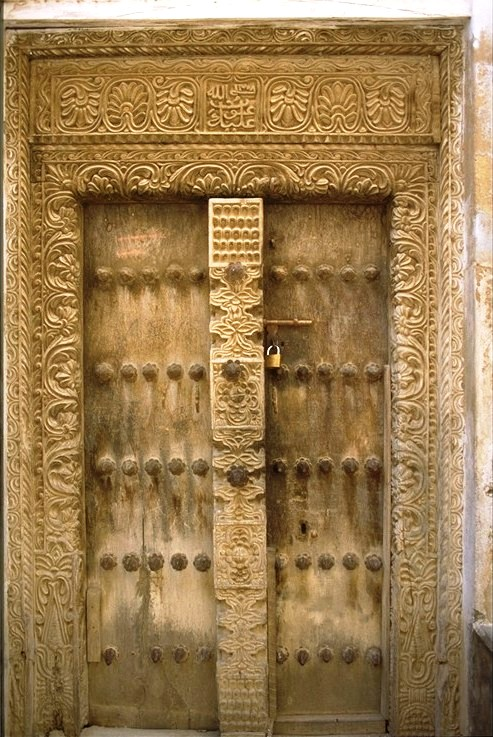
Un tipico portone zanzibari

Stone Town è caratterizzata da un labirinto di vicoli ricchi di case, negozi, bazar e moschee. Ci si sposta a piedi, in bicicletta o in moto; le automobili sono inutilizzabili nella maggior parte delle vie interne, troppo strette. L'architettura di Stone Town è una miscela di stili unica nel suo genere, che include elementi moreschi, arabi, persiani, indiani ed europei (coloniali). Oltre all'impiego diffuso della pietra corallina locale come materiale da costruzione, a cui si deve il nome "Stone Town" ("città di pietra") e che conferisce alla città un colore caldo, i tre elementi ricorrenti più caratteristici delle abitazioni sono le baraza (lunghe panche posizionate in strada, a ridosso dei muri esterni, che servono come luogo di riposo e socializzazione, e fanno da marciapiede durante la stagione delle piogge se le strade diventano impraticabili), i balconi a veranda, protetti da balaustre di legno finemente intagliato, e i portoni di legno. Questi ultimi sono in genere massicci, in legno scuro, ricchi di decorazioni a intaglio o bassorilievo, e spesso con grosse borchie ornamentali in ottone, di tradizione indiana. Sono decorati in questo modo sia portoni in stile indiano, con la volta arrotondata, sia quelli con architrave retta, che invece riflettono lo stile omanita. Le incisioni richiamano spesso l'islam come stile o come soggetto (molto comuni sono le iscrizioni coraniche), ma si trovano anche simbologie di altre origini, per esempio orientali, come i fiori di loto come emblema di prosperità.
Il patrimonio architettonico di Stone Town (a cui si deve la decisione dell'UNESCO di includere la città fra i Patrimoni dell'Umanità) è in gran parte in declino, anche a causa della friabilità della pietra locale con cui sono costruiti gran parte degli edifici e nonostante sia stata costituita un'apposita Autorità di Conservazione. Dei circa 1600 edifici che costituiscono la città, solo un 10% circa riceve manutenzione; molti sono deteriorati o addirittura pericolanti. Anche gli edifici di particolare rilievo storico sono spesso trascurati nonostante la loro importanza anche turistica e gli introiti ricavati dalla vendita dei biglietti di ingresso.

## Luoghi di interesse

### Edifici storici e musei
- L'alta corte di giustizia (High Court of Justice) in Kaunda Road, vicino ai giardini Vittoria e alla casa del presidente, è un edificio la cui architettura unisce elementi islamici e portoghesi; fu progettato dall'architetto britannico J. H. Sinclair.
- I bagni persiani di Hamamni (Hamamni Persian Baths) sono un complesso di bagni pubblici costruito alla fine del XIX secolo da architetti shirazi, per volere del sultano Barghash bin Said. I bagni rimasero in attività fino al 1920; la struttura è oggi aperta ai visitatori.
- La casa di David Livingston è una elegante residenza, in origine costruita per il sultano Majid bin Said ma in seguito utilizzata soprattutto dai missionari europei. Vi soggiornò anche l'esploratore britannico David Livingston, che si stabilì a Stone Town per pianificare il suo ultimo viaggio nell'entroterra della Tanzania, alla ricerca delle sorgenti del Nilo.

- la cattedrale anglicana chiesa di Cristo (Christ Church), in Mkunazini Road, fu edificata nel 1873 per volere di Edward Steere, terzo vescovo di Zanzibar, oggi sepolto dietro l'altare. L'insolita volta a botte della chiesa fu un'idea di Steere. All'interno si trova una croce fatta con il legno dell'albero ai cui piedi venne sepolto il cuore di Livingston, a Chitambo.[1] La chiesa sorge nella piazza in cui in passato si teneva il più grande mercato degli schiavi di Zanzibar; si dice che l'altare sia posizionato esattamente nel punto in cui trovava la struttura a cui gli schiavi venivano legati per essere frustati. Accanto alla chiesa c'è un famoso monumento agli schiavi, rappresentati incatenati in fondo a una fossa. Di fronte alla chiesa c'è un piccolo museo sulla tratta degli schiavi, a cui si accede con lo stesso biglietto di ingresso alla cattedrale. Come parte della visita al museo, le guide locali mostrano parte del sistema di condotti sotterranei e celle in cui venivano rinchiusi gli schiavi; alcuni degli ambienti più angusti, e impressionanti per i turisti, potrebbero in realtà essere stati costruiti dai missionari, che avevano la propria sede accanto alla chiesa, per conservare in fresco il cibo.[2]

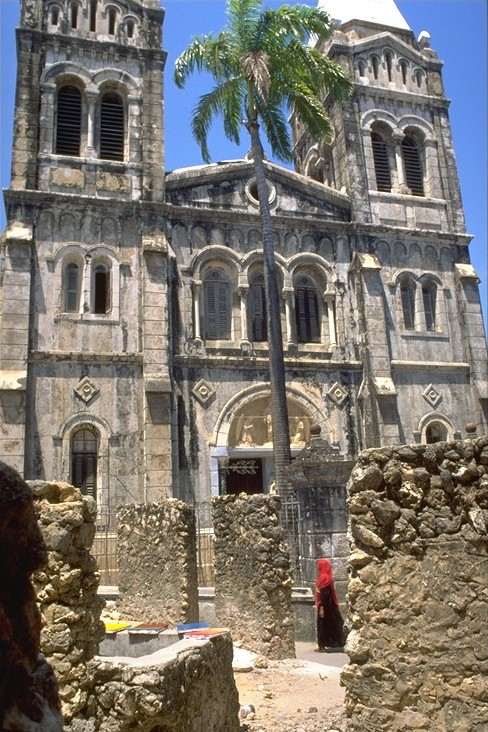
Saint Joseph

- La cattedrale di San Giuseppe (St. Joseph's Cathedral), cattolica, fu costruita fra il 1893 e il 1897 dai missionari francesi. La facciata con due alte guglie laterali, davanti alla quale si trovava fino ad anni recenti un'altrettanto alta palma (poi abbattuta).

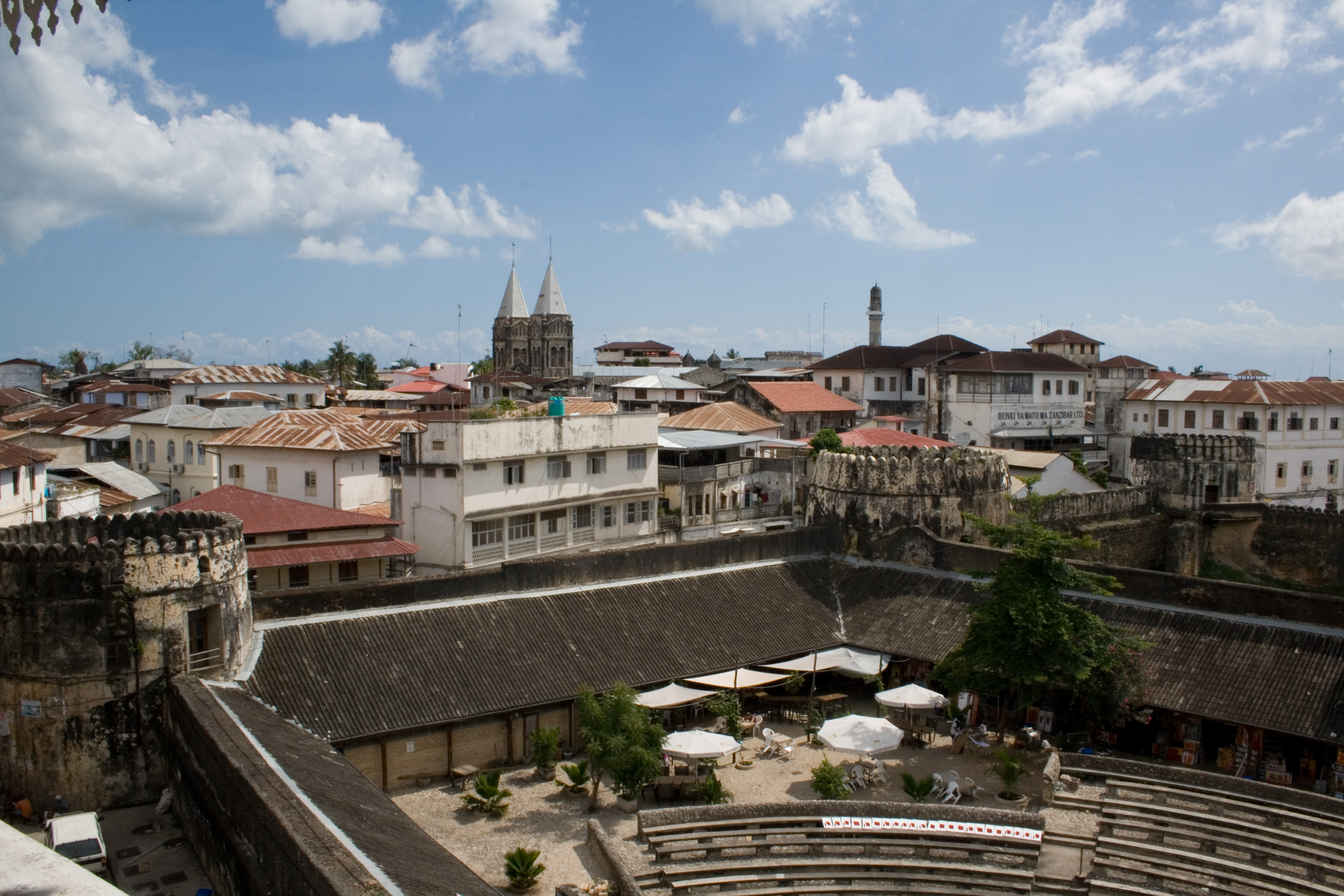
Il forte arabo

- Il forte arabo (Ngome Kongwe in swahili) è una massiccia fortificazione in pietra, situata accanto al palazzo delle Meraviglie. Fu costruito alla fine del XVII secolo dagli omaniti (sebbene alcune fonti lo attribuiscano erroneamente ai portoghesi, forse confondendolo col vecchio forte portoghese di Pemba) come struttura difensiva contro i portoghesi, a cui gli omaniti stavano sottraendo rapidamente il controllo dell'Africa orientale. Il forte fu effettivamente usato come struttura difensiva in almeno una occasione, e servì a respingere un attacco da parte dei portoghesi e dei loro alleati Mazrui.[1] In seguito il forte venne adibito a prigione e poi a caserma, e all'inizio del XX secolo fu usato come deposito del materiale usato per la costruzione della ferrovia fra Zanzibar e Bububu. Ha alte mura, marrone scuro, e merlate, che proteggono un piazzale interno. Al suo interno si possono ancora osservare i ruderi di alcune strutture precedenti, in particolare una chiesa portoghese e un'altra fortificazione omanita dell'inizio del XVIII secolo. Oggi nella struttura si trovano diversi negozi e un centro culturale in cui si tengono corsi di tintura con l'henna (henné), tamburo e cucina zanzibari;[1] il piazzale è adibito a teatro all'aperto, e la sera vi si tengono spesso spettacoli di musica taarab e danze ngoma.
- Il mercato di Darajani (Darajani bazaar) noto anche come mercato di Estella (in onore della contessa Estella, sorella del primo ministro Lloyd Mathews) o colloquialmente come Marikiti Kuu[5], situato in Darajani Road nei pressi della cattedrale anglicana (con accesso principale da Creek Road),[3] è un grande mercato chiuso. La struttura fu fatta costruire nel 1904 da Bomanjee Maneckjee, allora ministro dei lavori pubblici, su incarico del sultano Ali bin Hamud.[5] Vi si vendono soprattutto alimenti (carne, pesce, frutta e verdura, riso, semenze, spezie) prodotti di importazione cinese o iraniana, come tessuti sintetici e oggetti di elettronica di consumo, ma anche articoli di artigianato locale come i kanga, il capo di abbigliamento tradizionale della cultura swahili,[2] e i batik tingatinga.[3]
- La moschea dell'Aga Khan è una moschea di grandi dimensioni e architettonicamente molto curata, che unisce elementi di architettura islamica e gotica.
- La moschea di Malindi è una delle più antiche moschee di Zanzibar. Fu costruita da musulmani sunniti ed è caratterizzata da un'architettura molto sobria, con però alcuni tratti insoliti: il minareto è di forma conica (se ne trovano solo in tre moschee in tutta l'Africa orientale) ed è posizionato su una piattarma quadrata anziché appoggiato direttamente sul terreno. La moschea e il suo minareto non sono facilmente visibili, a causa degli edifici circostanti.
- Il museo del memoriale della pace (Peace Memorial Museum), situato in Creek Road nei pressi dell'incrocio con Kuanda Road, è collocato in un edificio storico anch'esso opera di J. H. Sinclair, come l'alta corte di giustizia. Espone molti reperti della storia di Zanzibar, tra cui l'attrezzatura medica di David Livingston, alcuni elementi dell'antica ferrovia di Zanzibar (la prima mai costruita in Africa orientale), monete, francobolli ed esempi di artigianato locale. Accanto al museo nazionale si trova un altro piccolo museo dedicato alla storia naturale, con alcuni esemplari impagliati, tra cui un dodo di Mauritius. Nei giardini del museo vivono alcune tartarughe giganti di Aldabra, simili a quelle della colonia di Prison Island.

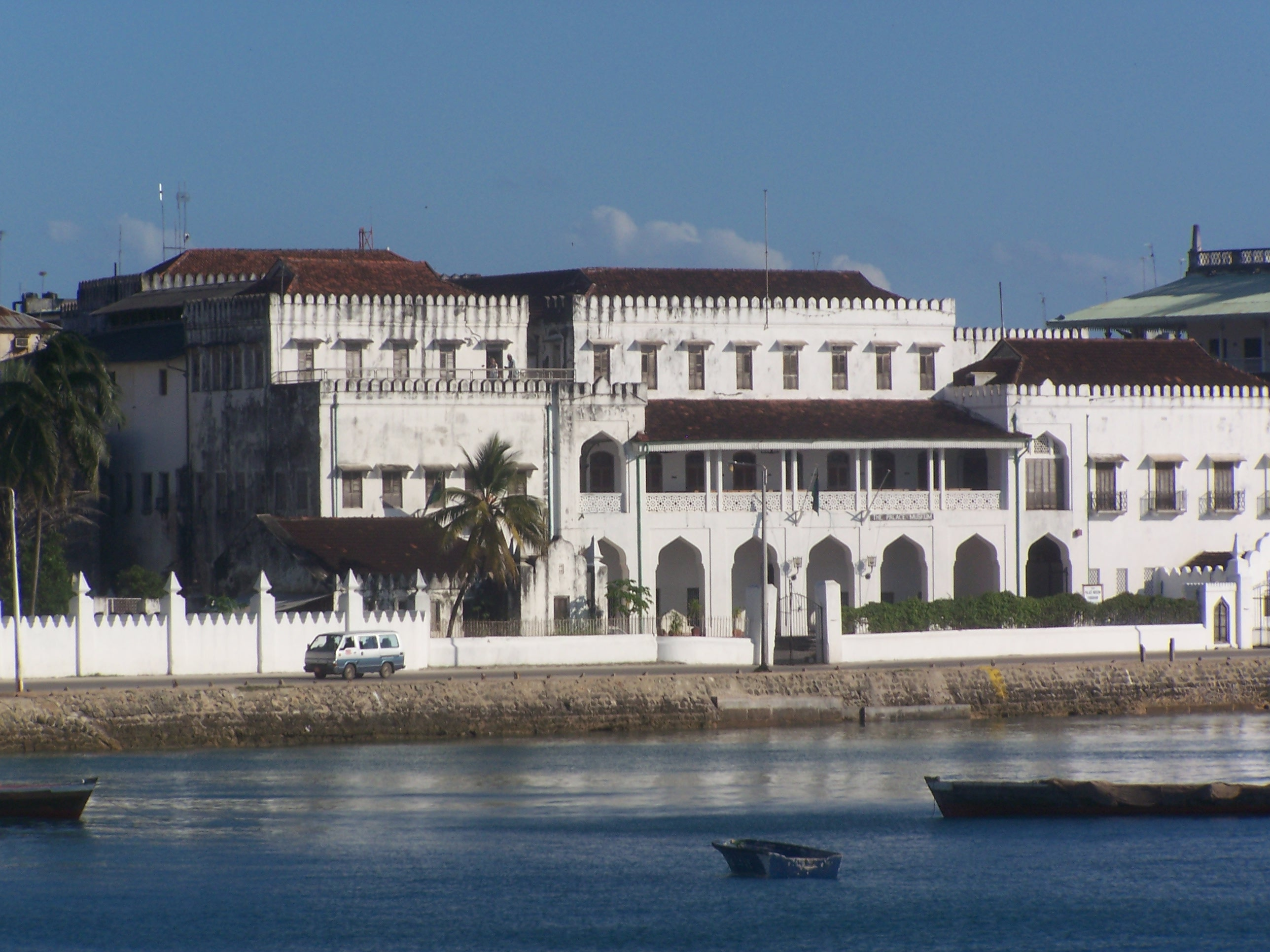
Beit el-Sahel

- Il museo del Palazzo (Palace Museum), situato sul lungomare di Mizingani Road fra il palazzo delle Meraviglie e il vecchio dispensario,[3] è un grande edificio a tre piani, circondato da mura merlate; fu costruito alla fine del XIX secolo per ospitare la famiglia reale[6] e si chiamava originariamente palazzo del sultano (Sultan's Palace in inglese o Beit el-Sahel in arabo; entrambe le denominazioni sono di uso comune). Dopo la rivoluzione del 1964 venne formalmente ribattezzato palazzo del popolo (People's Palace) e adibito a edificio governativo. Nel 1994 cambiò nuovamente nome e uso, diventando un museo sulla famiglia reale zanzibari. Un piano è dedicato al sultano Khalifa bin Haroub e alle sue due mogli. Una stanza è dedicata alla principessa zanzibari Salme, figlia del sultano Said e autrice del libro autobiografico Memorie di una principessa araba; nella stanza sono esposti fogli autografi della principessa, fotografie, abiti e altri effetti personali.

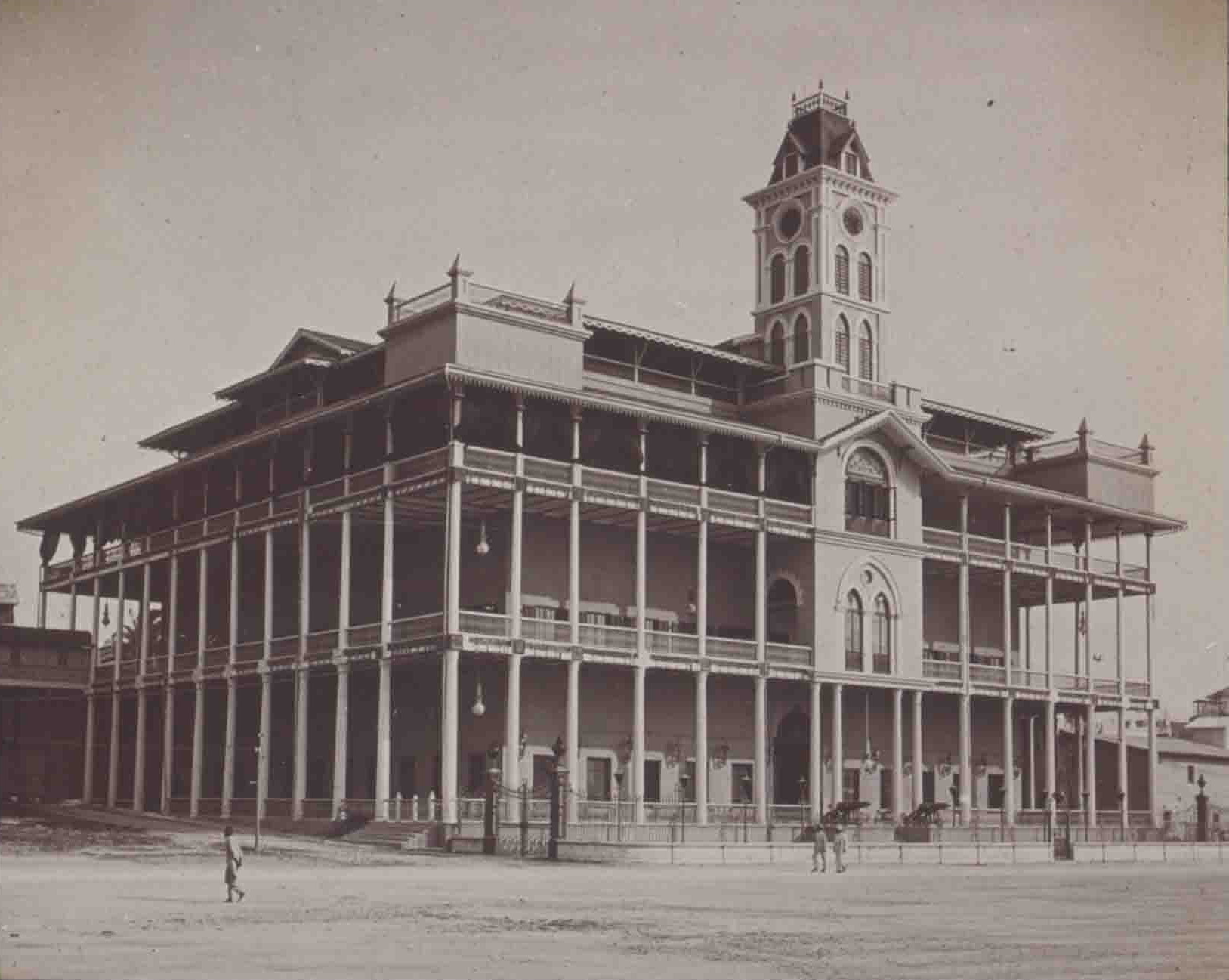
Il palazzo delle Meraviglie (1907)

- Il palazzo delle Meraviglie (Palace of Wonders) o casa delle Meraviglie (House of Wonders), in Mizingani Road, è uno degli edifici più imponenti di Stone Town. Edificato nel 1883 e ristrutturato dopo il bombardamento navale del 1896, fu usato come residenza dei sultani, come sede del governo coloniale, e come sede del partito di governo dopo la rivoluzione. Deve il suo nome al fatto che fu il primo edificio di Zanzibar ad avere la corrente elettrica e anche il primo edificio dotato di ascensore in tutta l'Africa orientale. Nel 2000 è stato inaugurato al suo interno un museo che espone un insieme eterogeneo di reperti sulla cultura swahili e zanzibari, tra cui una grande imbarcazione tradizionale swahili, ricostruita nel salone principale.
- Il tempio shakti, un tempio induista, ancora funzionante sebbene poco frequentato (la maggior parte della popolazione induista di Zanzibar fuggì dall'isola all'epoca della rivoluzione).

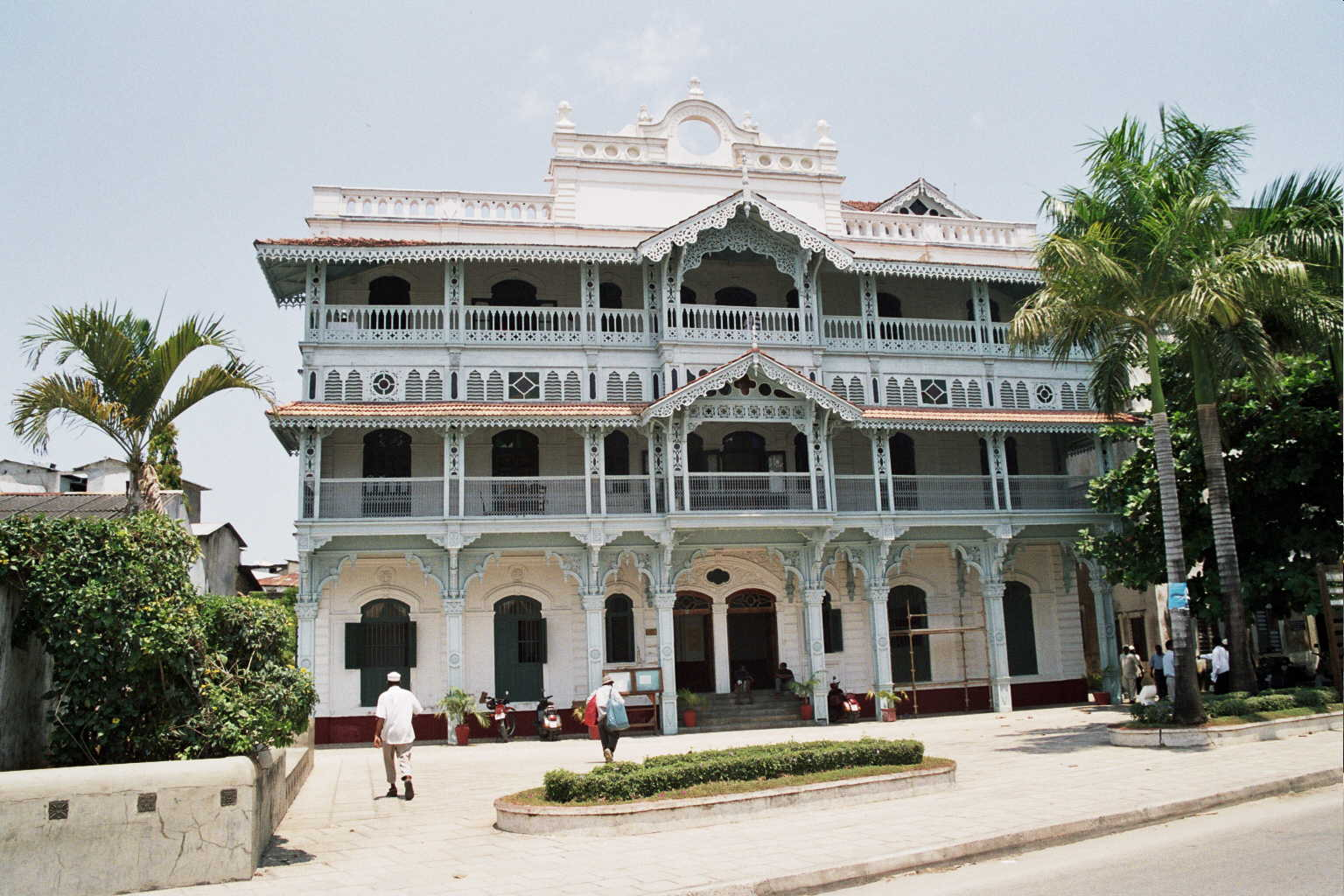
Il vecchio dispensario

- Il vecchio dispensario (Old Dispensary) o dispensario Ithnashiri[1], diventato poi sede del centro culturale Aga Khan o centro culturale di Stone Town, è un edificio costruito fra il 1887 e il 1894 per volere di Tharia Topan, un ricco mercante indiano ismailita, per commemorare il giubileo d'oro (cinquantenario dell'incoronazione) della Regina Vittoria; originariamente era un ospedale per i poveri.[1] Deve il suo nome al fatto che in epoca coloniale fu adibito a dispensario. È uno degli edifici meglio decorati di Stone Town, con balconi intagliati, stucchi e mosaici alle finestre.[1] Ospita un piccolo museo sulla storia di Zanzibar, con foto d'epoca del lungomare. L'edificio cadde in rovina fra gli anni settanta e ottanta, ma venne ristrutturato accuratamente a spese dell'Aga Khan Trust for Culture.[3]

### Altri luoghi di interesse
- I giardini di Forodhani, di fronte al forte arabo, ospitano ogni sera un mercatino con bancarelle illuminate da lampade a olio in cui si possono gustare le specialità della cucina zanzibari come kebab, pollo fritto, cassava, pollo e samosa.[1] I giardini veri e propri sono stati ristrutturati nel 2009 e sono circondati da edifici storici di epoca coloniale.
- Il grande albero (Big Tree), un vecchio e grande ficus sul lungomare, vicino al dispensario, è un punto di riferimento che appare in molte foto; all'ombra dei suoi rami si trovano in genere al lavoro i carpentieri che costruiscono e rifiniscono le barche.
- La piazza di Kelele (in swahili, "rumore"), un tempo luogo di uno dei principali mercati degli schiavi di Zanzibar, oggi sta diventando un quartiere raffinato, con un albergo, due sedi di consolati e saloni di bellezza.
- La casa di nascita del cantante Freddie Mercury, storico frontman dei Queen

## Clima
Stone Town, come il resto di Zanzibar, gode di un clima soleggiato per gran parte dell'anno, con temperature tropicali e due stagioni delle piogge, una principale da marzo a maggio e una minore fra ottobre e novembre.
| Mese                | Mesi | Mesi | Mesi | Mesi  | Mesi  | Mesi | Mesi | Mesi | Mesi | Mesi | Mesi | Mesi | Stagioni | Stagioni | Stagioni | Stagioni | Anno |
| Mese                | Gen  | Feb  | Mar  | Apr   | Mag   | Giu  | Lug  | Ago  | Set  | Ott  | Nov  | Dic  | Inv      | Pri      | Est      | Aut      | Anno |
| ------------------- | ---- | ---- | ---- | ----- | ----- | ---- | ---- | ---- | ---- | ---- | ---- | ---- | -------- | -------- | -------- | -------- | ---- |
| T. max. media (°C)  | 32   | 32   | 32   | 31    | 30    | 29   | 29   | 29   | 30   | 31   | 31   | 32   | 32       | 31       | 29       | 30,7     | 30,7 |
| T. min. media (°C)  | 24   | 24   | 23   | 23    | 22    | 20   | 18   | 18   | 19   | 20   | 22   | 23   | 23,7     | 22,7     | 18,7     | 20,3     | 21,3 |
| Precipitazioni (mm) | 5,37 | 5,39 | 11,6 | 17,86 | 13,18 | 3,53 | 2,95 | 2,39 | 1,48 | 5,2  | 7,59 | 8,09 | 18,9     | 42,6     | 8,9      | 14,3     | 84,6 |

## Collegamenti

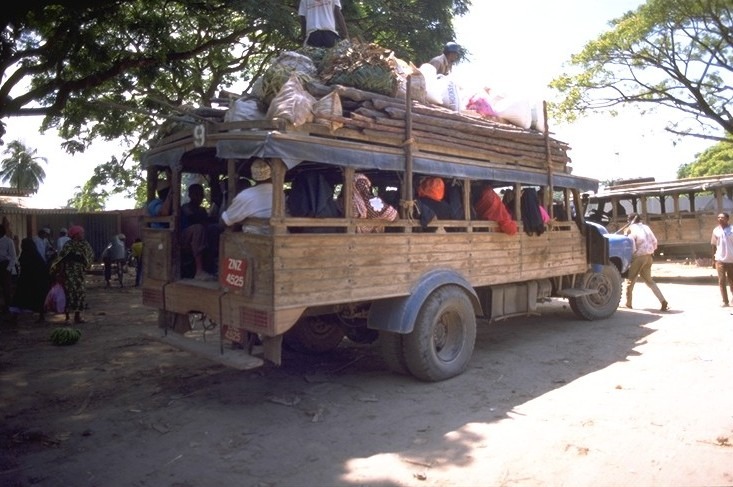
Un basi ("autobus")

Il principale mezzo di trasporto pubblico di Zanzibar sono i taxi collettivi noti come dala-dala; la stazione principale si trova adiacente al mercato di Darajani. Dalla stazione partono dala-dala per varie località della zona, come il villaggio di Bububu (a nord di Stone Town), l'aeroporto, lo stadio di Amani, Jangombe e Magomeni. Tratte più lunghe sono percorse dai mabasi (swahili per autobus; singolare basi), grandi camion con le fiancate in legno; anche la stazione dei mabasi è nei pressi del mercato, in Creek Road. Fra le destinazioni che possono essere raggiunte col basi ci sono Mkokotoni, Mangapwani, Bumbwini, Kizimbani, Paje, Kiwengwa e Matemwe.
Stone Town è servita anche da un piccolo aeroporto con voli verso la Tanzania (per esempio Arusha, Dar es Salaam) e altre località africane (Nairobi, Mombasa, Johannesburg e altre). Presso il porto di Stone Town operano servizi di traghetti per Dar es Salaam e Pemba.

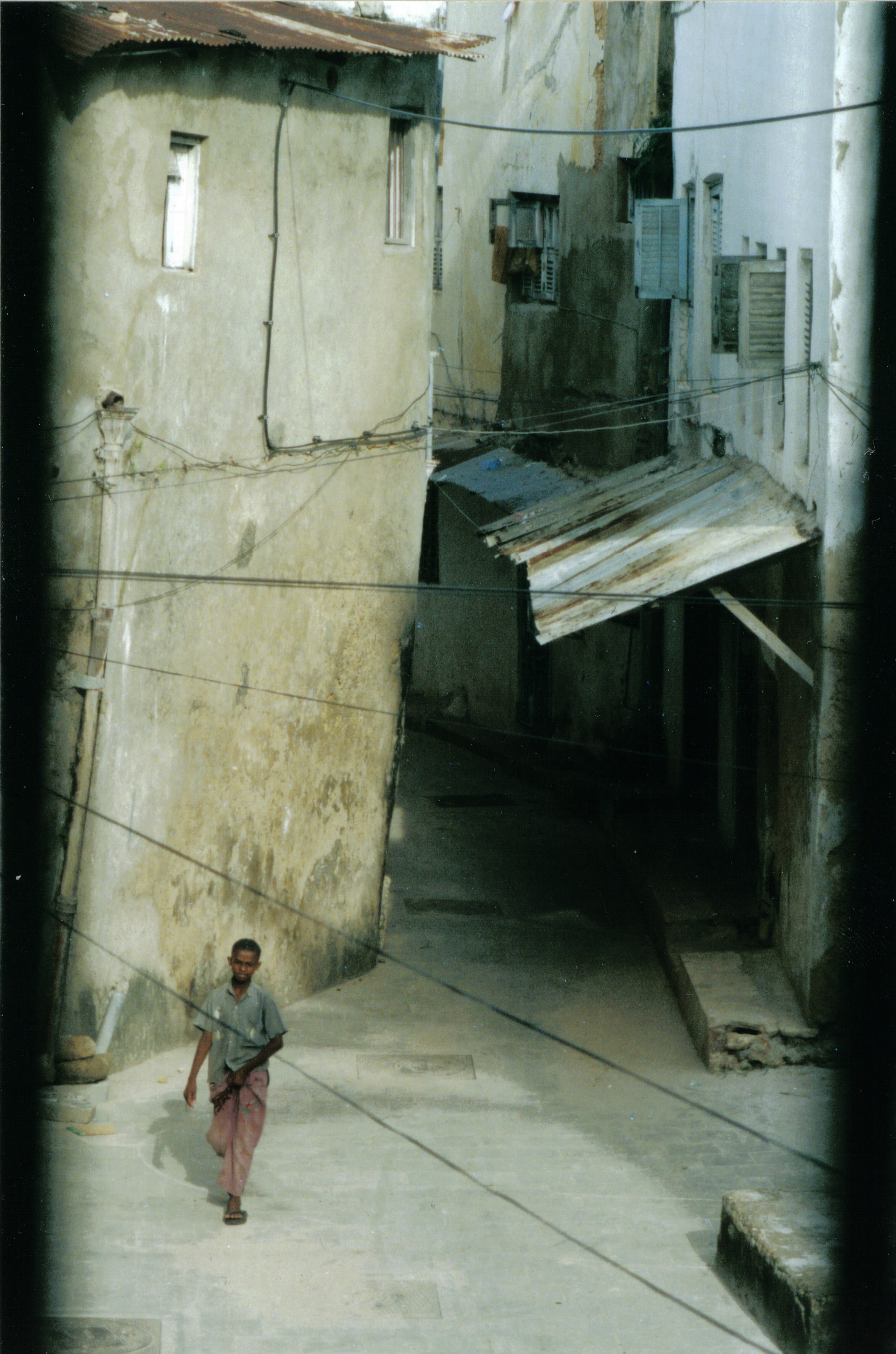
Vicoli del centro
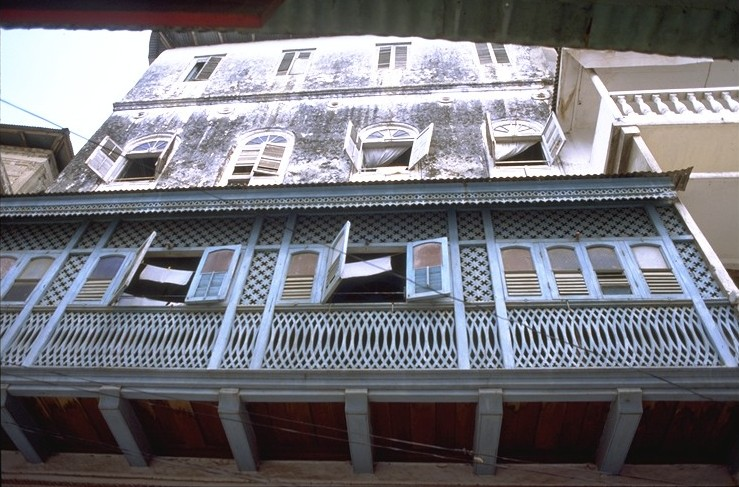
Veranda tipica
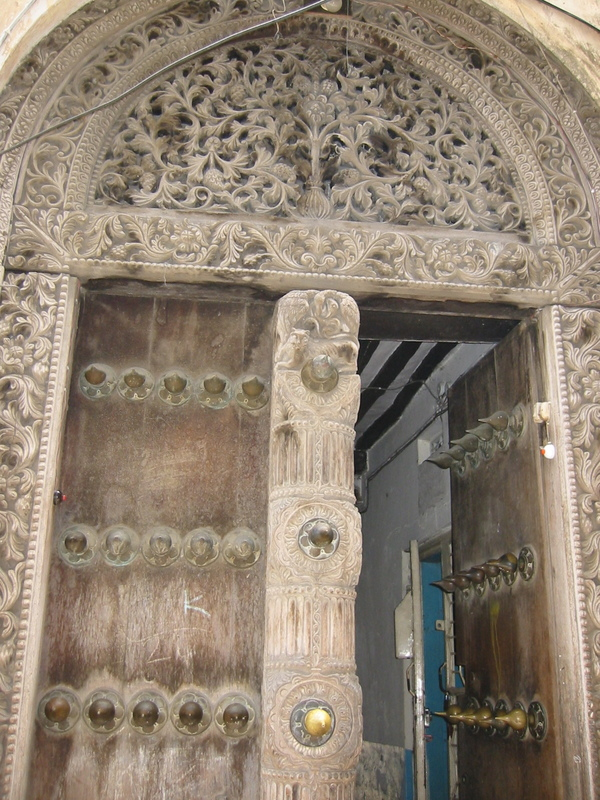
Portone in legno
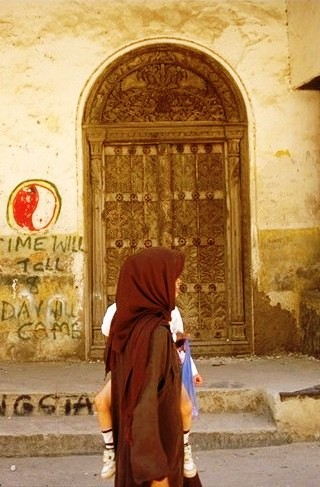
Portone in legno
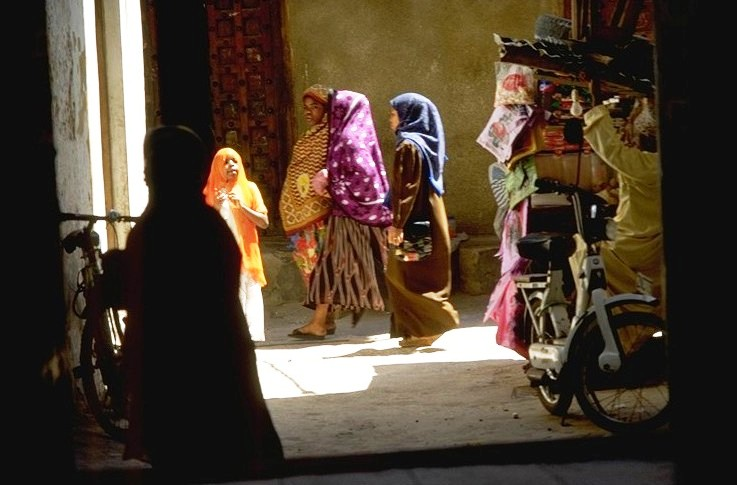
Donne zanzibari avvolte nei kanga
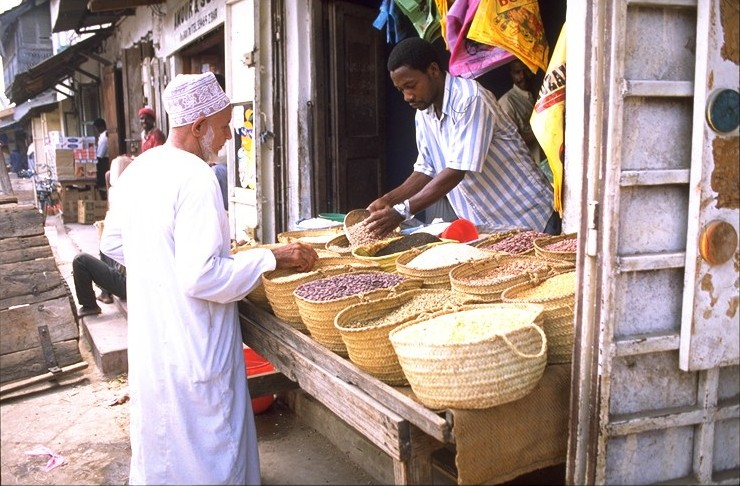
Venditore di spezie
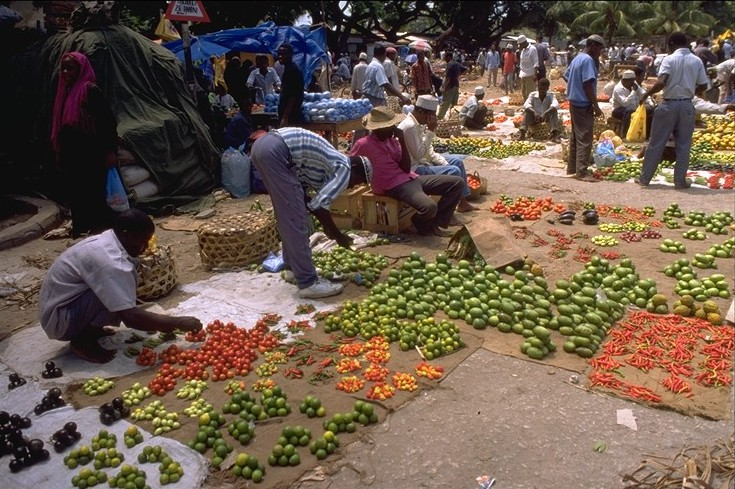
Mercato all'aperto
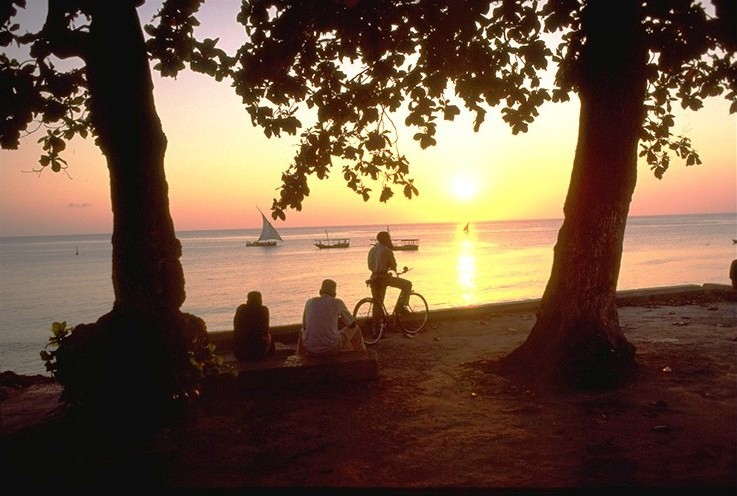
I dhow al tramonto
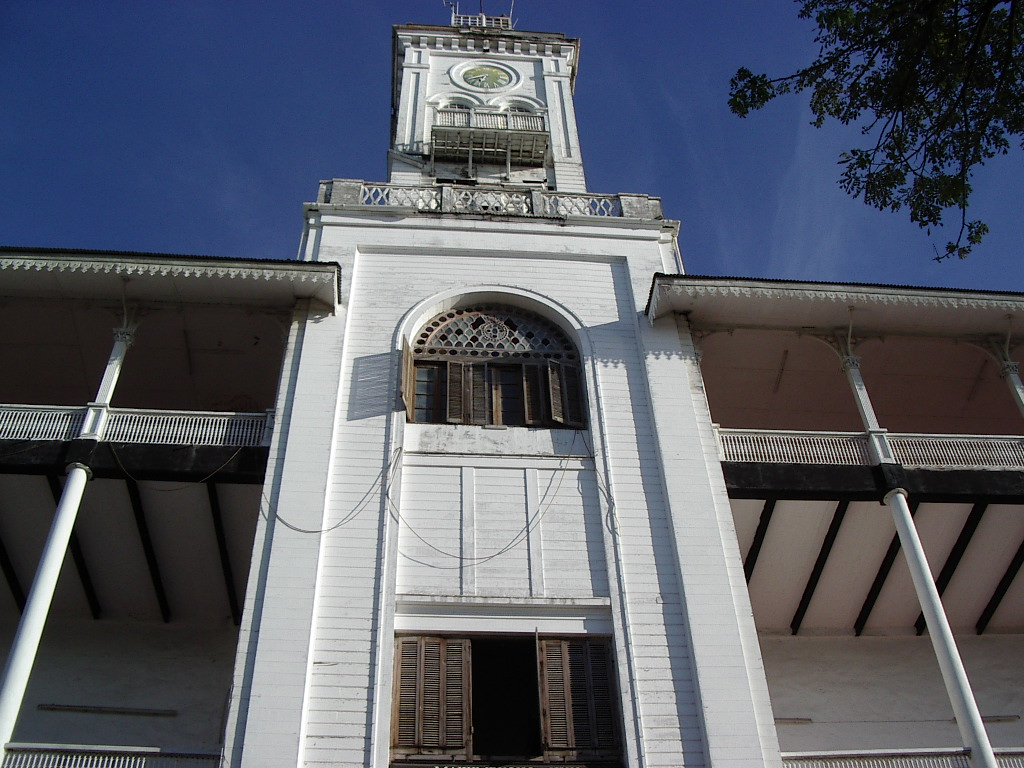
Palazzo delle Meraviglie
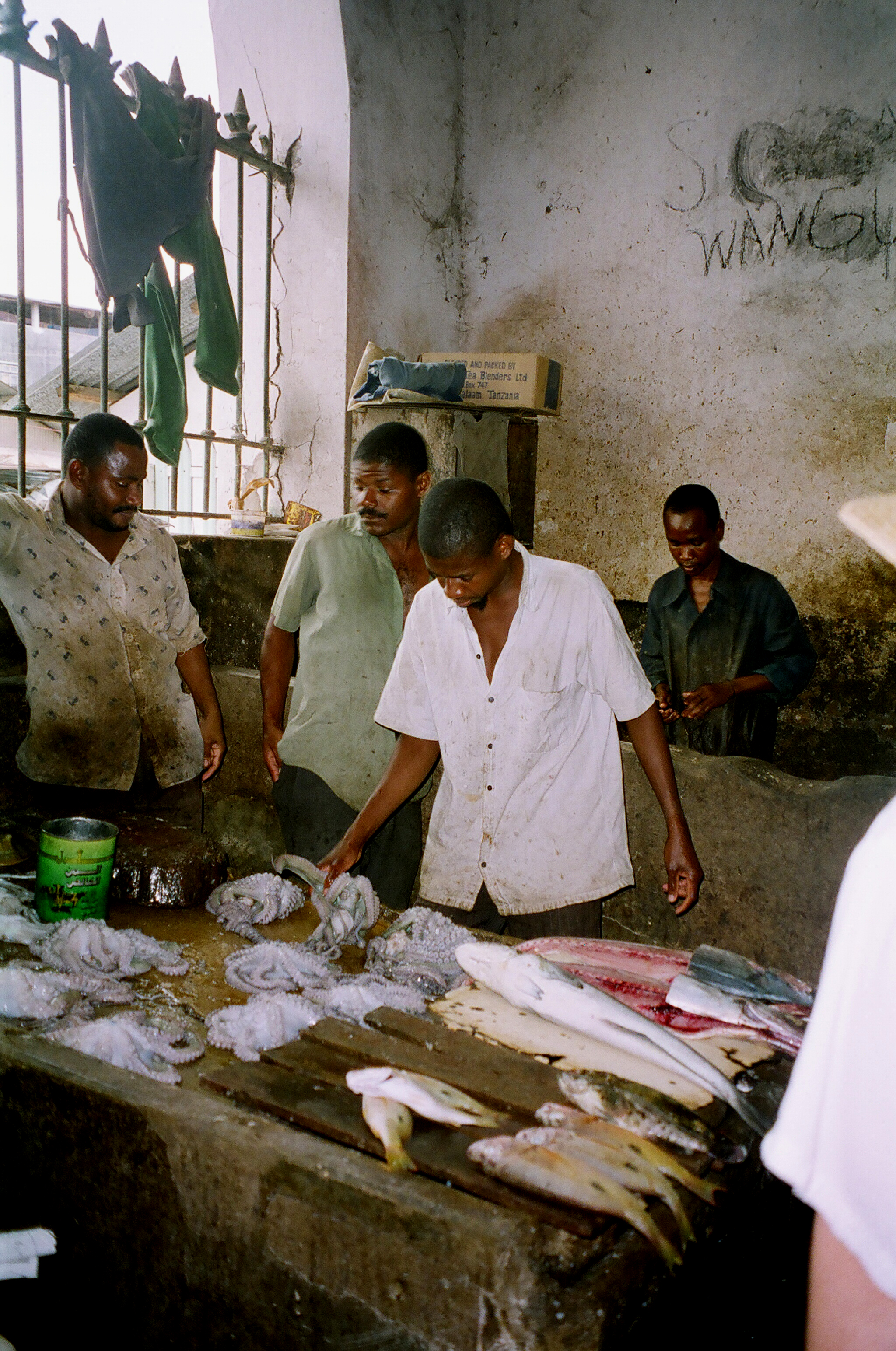
Mercato di Darajani
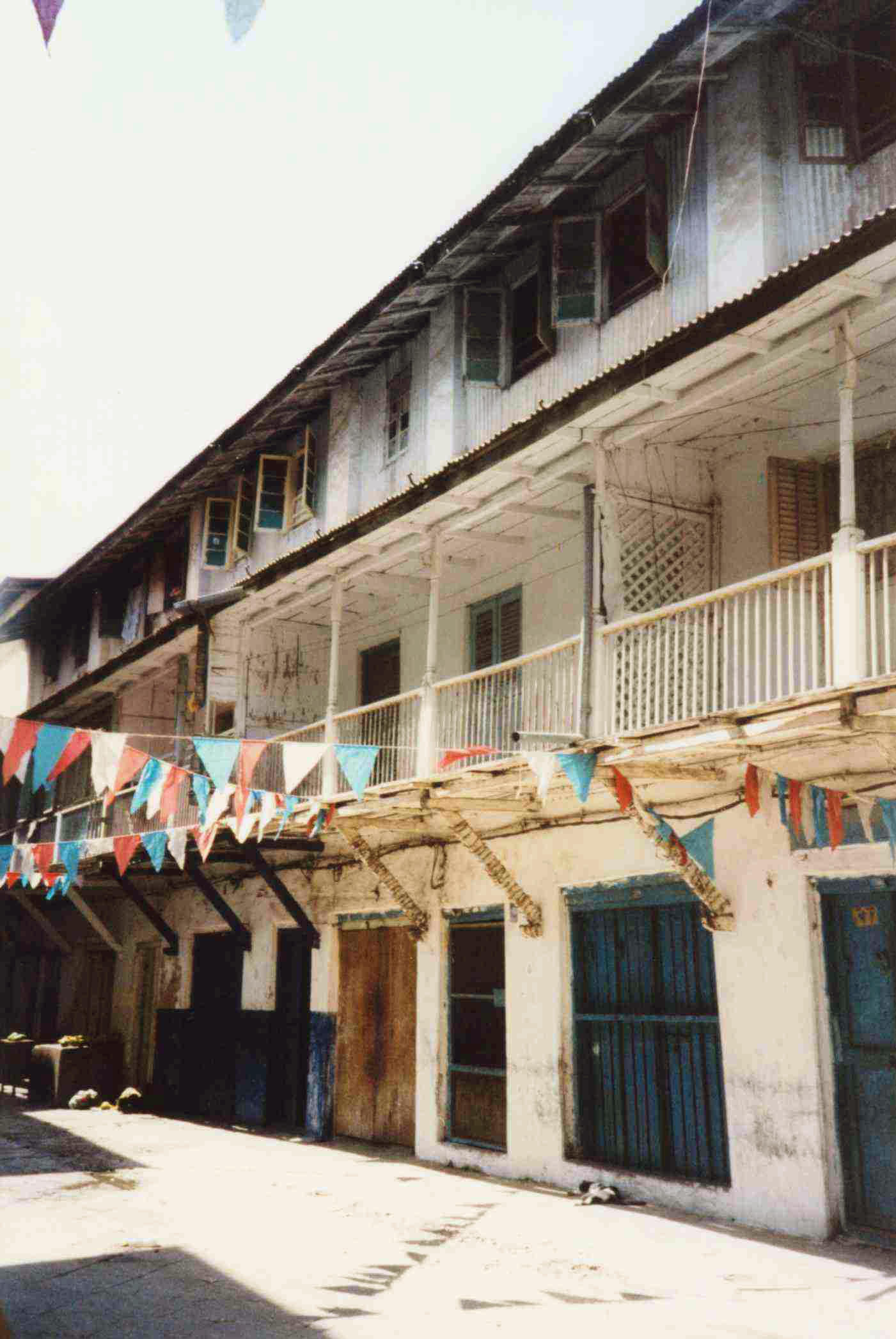
La casa di nascita di Freddie Mercury
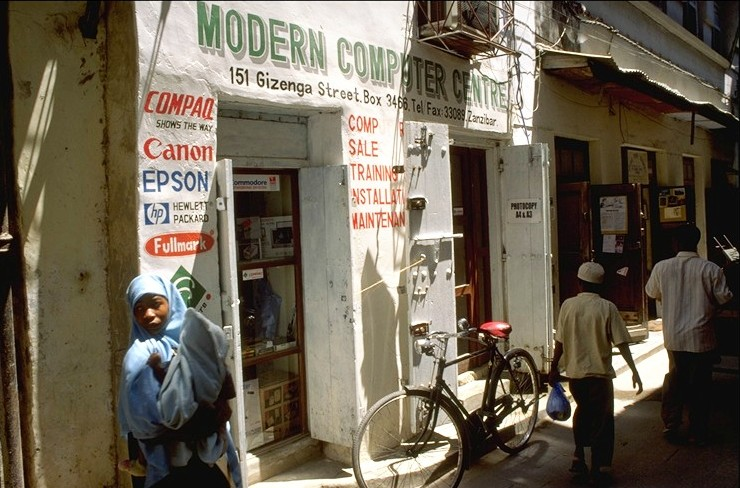
Un negozio di informatica
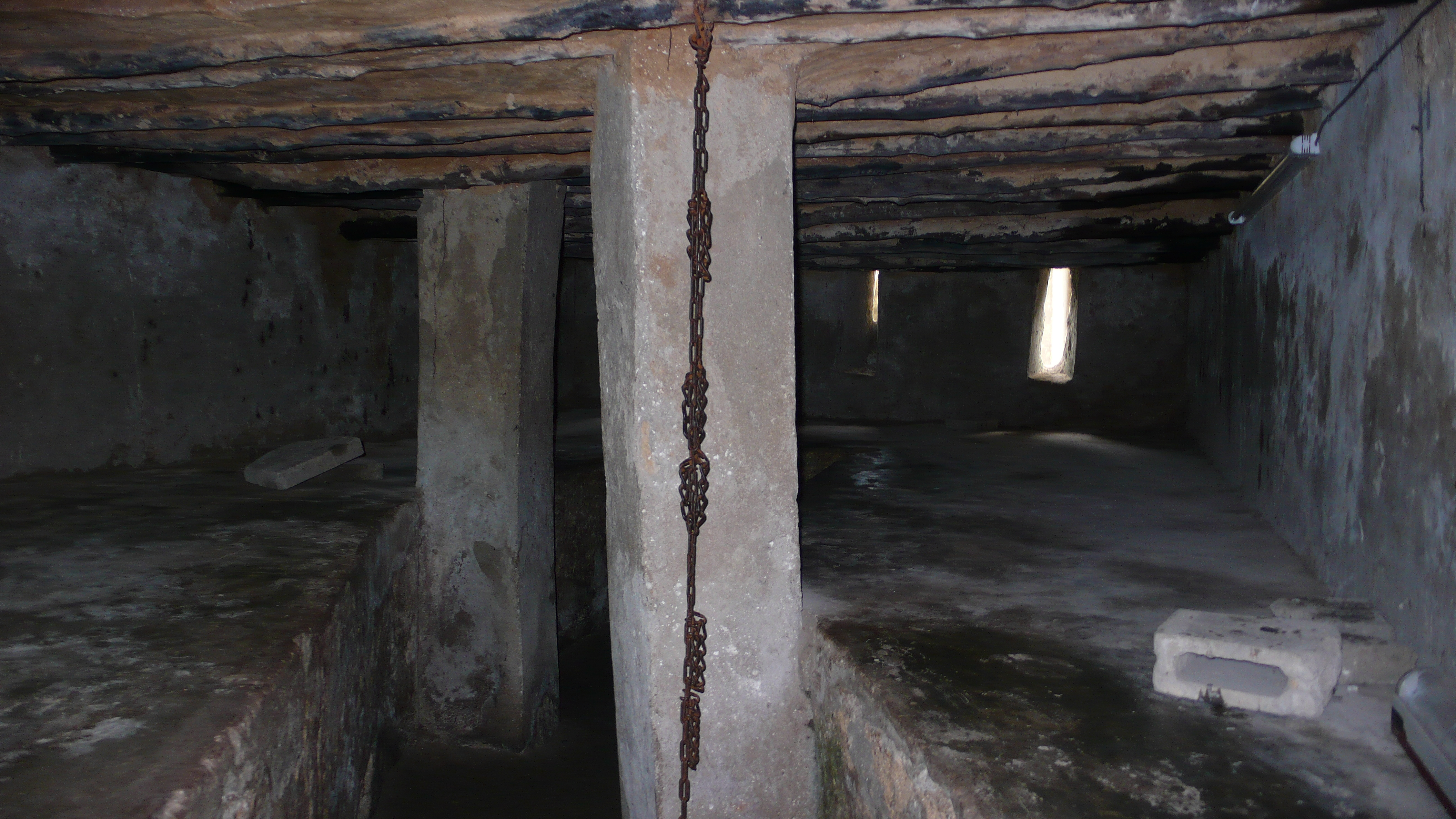
Prigioni sotterranee degli schiavi